# Archiwum Polskiego Towarzystwa Ludoznawczego
Archiwum Polskiego Towarzystwa Ludoznawczego (PTL) – jednostka gromadząca dokumentację działalności Towarzystwa, mieści się we Wrocławiu. Do podstawowych zadań i celów Archiwum należą porządkowanie zebranej dokumentacji dotyczącej funkcjonowania PTL, gromadzenie korespondencji, protokołów z posiedzeń Zarządu Głównego PTL i dokumentacji księgowej, oraz pozyskiwanie cennego materiału z badań etnograficznych, przede wszystkim poprzez darowizny. Decyzją Zarządu Głównego PTL zostało zlikwidowane, a zbiory nie związane z historią Towarzystwa zostały przekazane do Biblioteki Narodowej.

## Historia
Archiwum utworzono z inicjatywy prof. Adama Fischera przy Towarzystwie Ludoznawczym (TL), działającym na Uniwersytecie Jana Kazimierza we Lwowie. Przyjmuje się, że utworzenie Archiwum przypada na okres przed I wojną światową, być może ok. 1911 lub w kolejnych latach. Wyróżnia się cztery okresy działalności jednostki związane z miastami, w których mieściła się siedziba PTL.

### Okres lwowski (do 1944[5])
Był to okres, w którym najcenniejszymi dokumentami były przede wszystkim te związane z pierwszymi latami istnienia Towarzystwa, np. pierwsza lista członków TL, fragmenty protokołów, formularze deklaracji członkowskiej. Wiele dokumentów zostało wytworzonych przez Adama Fischera, np. jego korespondencja z wybitnymi uczonymi: Janem Stanisławem Bystroniem, Cezarią Baudouin de Courtenay Ehrenkreutz-Jędrzejewiczową czy Sewerynem Udzielą. Wiele listów pochodzi również od przedwojennych instytucji o zasięgu krajowym i lokalnym oraz od redakcji różnych czasopism. Wśród innych archiwaliów po Adamie Fischerze znajdują się liczne materiały z badań terenowych, odpowiedzi na ankiety oraz artykuły i opracowania. Dorobek lwowskiego etnografa zawiera się w blisko 150 sygnaturach, co stanowi dużą część całego Archiwum. Materiały te, choć zostały wytworzone przez Fischera i dotyczą okresu sprzed 1945, trafiły do Archiwum dopiero po wojnie. Zbiór po Adamie Fischerze stał się podstawą do zrealizowania projektu Rośliny w wierzeniach i zwyczajach ludowych: Słownik Adama Fishera (konkurs SONATA 7 ogłoszony przez Narodowe Centrum Nauki). Zbiory z tego okresu zawierają również rękopisy i maszynopisy znanych polskich etnografów-ludoznawców, m.in. Zygmunta Glogera, Wincentego Pola, Henryka Biegeleisena, Jana Witorta, Seweryna Udzieli i in..

### Okres lubelski (1944–1950)
W Lublinie, dokąd przeniesiono siedzibę TL, dzięki zaangażowaniu prof. Józefa Gajka zbiory rozrosły się o kolejne rękopisy materiału etnograficznego, m.in. wykładów i notatek, teksty do kroniki „Ludu”, recenzje. Nowe materiały w postaci filmów, klisz i fotografii utworzyły odrębne zbiory.

### Okres poznański (1951–1952)
Na krótko Archiwum przeniesiono do Poznania; był to okres porządkowania dotychczas zebranych zbiorów, w których skład weszły cenne materiały Oskara Kolberga i Kazimierza Moszyńskiego. Zgromadzono także liczne materiały, które wykorzystano do pierwszych tomów Atlasu Polskich Strojów Ludowych oraz Polskiego atlasu etnograficznego.

### Okres wrocławski (od 1953)
W 1953 Archiwum zostało przeniesione do Wrocławia. Siedzibami Archiwum PTL były kolejno budynki Uniwersytetu Wrocławskiego: przy placu biskupa Nankiera, ulicach Szewskiej, Koszarowej, Szczytnickiej, a w latach 2015-2024 przy ul. Fryderyka Joliot-Curie.

## Zasoby

### Kolekcja Sybiraków
W 1988 ogłoszono konkurs na materiały o charakterze wspomnieniowym z czasów zesłań w głąb b. ZSRR (dot. lat 1939–1956). W odpowiedzi nadeszły 343 prace o różnej objętości. Wraz z nimi przesyłano dodatkowe dokumenty, głównie fotografie pochodzące z okresu zesłania. Od tego momentu PTL zbiera rękopisy, maszynopisy i inne dokumenty osób prywatnych i Związku Sybiraków z tego okresu. Zbiór ten jest najlepiej opracowaną częścią zasobu Archiwum.

### Kolekcja prof.Stanisława Poniatowskiego
W kolekcji znajdują się dokumenty osobiste, dzienniki i fotografie z wyprawy prof. Stanisława Poniatowskiego na Syberię, a także jego wykłady oraz notatki z lat 1884–1945. Kolekcja składa się z 7200 obiektów, a stanowią ją zarówno fotografie, jak i błony oraz szklane klisze, na których znajdują się wizerunki mieszkańców, ważnych przedstawicieli ich społeczności – szamanów oraz obrazy z życia codziennego, dwa dzienniki z wyprawy, notatki, rysunki wykonane przez mieszkańców Syberii, jak i szkice autorstwa samego Poniatowskiego. Zbiór został opracowany i zdigitalizowany w ramach projektu „Utworzenie repozytorium cyfrowego: Dokumenty i fotografie Stanisława Poniatowskiego”.

### Dokumenty staropolskie
Dokumenty staropolskie wchodzą w skład kolekcji prof. Stanisława Poniatowskiego. Powstawały w okresie od 1620 (najstarszy) do 1893 (najpóźniejszy datowany dokument), sporządzone są w jęz. polskim, starobiałoruskim, rosyjskim i niemieckim. Jest to 15 jednostek sygnaturowych stanowiących zaledwie fragment zbioru materiałów do przygotowywanej przez Poniatowskiego monografii Rusi Litewskiej, która wraz z częścią materiałów naukowych profesora trafiła do PTL po II wojnie światowej. Dokumenty staropolskie zostały uporządkowane w układzie problemowo-chronologicznym, ale zachowane zostały okładki dawnego podziału w formie osobnej jednostki. W skład zbioru wchodzi kolekcja akt majątkowych, aktów notarialnych, poświadczeń i innych dokumentów o charakterze prawnym. W przeważającej części są to wypisy ksiąg grodzkich, ziemskich, trybunalskich i innych, potwierdzone podpisami świadków, sporządzających je urzędników i opatrzone urzędowymi pieczęciami. Osobną kategorię dokumentów stanowią pamiętniki i relacje dotyczące życia codziennego na Podlasiu i Królestwie Polskim z XIX w. Są to m.in. wspomnienia z 1850 Michała Ostromęckiego z podróży z Łomży do Krakowa. Kolekcja zawiera także liczne dokumenty gospodarcze, jak instruktaże gospodarcze, materiały dotyczące kwestii włościańskiej, korespondencję ekonomiczną, supliki, pozwy, materiały dotyczące transportu rzecznego na Litwie w  XVIII w., materiały genealogiczne, stawki podatkowe i inne. Wykaz jednostek dokumentów staropolskich znajduje się na stronie internetowej PTL-u.

### Zbiór „klisz, błon i filmów”
Zbiór składa się głównie ze zdjęć, jednak materiały te są rozproszone i niekompletne. Pochodzi on z różnych okresów działalności Towarzystwa. W 2023 r. spis  zawiera 4752 sygnatury archiwalne.

### Spuścizna podr. Janie Piotrze Dekowskim
Przekazana do Archiwum PTL spuścizna po Janie Piotrze Dekowskim zawiera materiały etnograficzne z XIX i XX w., ze szczególnym uwzględnieniem lat 1930–1988. Wśród najcenniejszych dokumentów znajdują się te dotyczące m.in. badań nad folklorem (wywiady, ankiety, notatki z badań terenowych) m.in. z Łodzi, Łęczycy, regionalnych strojów ludowych (w tym wzorniki, próbki tkanin, fragmenty koronek, haftów z różnych obszarów woj. łódzkiego) oraz projektowanego leksykonu pożywienia chłopskiego. Są również archiwalia dotyczące działalności Kół Miłośników Folkloru (Łódź, Kalisz, Opoczno).